# Volumenkontraktion

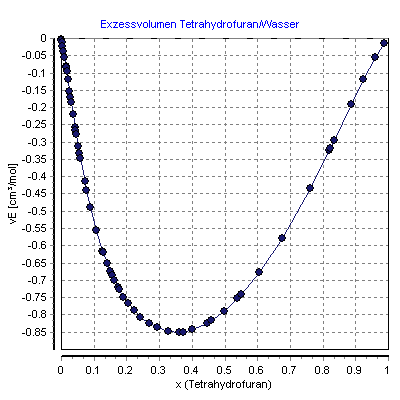
Volumenkontraktion bei einer Mischung Tetrahydrofuran / Wasser;
x ist der Stoffmengenanteil

Der Begriff Volumenkontraktion wird insbesondere in der physikalischen Chemie für eine Verkleinerung des Volumens beim Mischen von zwei Stoffen gebraucht.
Eine Volumenkontraktion (Volumenverminderung) tritt auf, wenn beim Mischen mehrerer Flüssigkeiten zu einer Lösung das Gesamtvolumen kleiner ist als die Summe der Volumina der einzelnen Komponenten (vgl. Sigma-Subadditivität). Die Volumendifferenz wird Exzessvolumen  {\displaystyle V^{E}} genannt und ist bei der Volumenkontraktion negativ. Sie ist bei vielen Lösungen sehr gering oder praktisch nicht vorhanden.
Merklich ist dieser Effekt jedoch bei einem Gemisch von Alkohol und Wasser. Mischt man beispielsweise 48 ml Wasser mit 52 ml Ethanol, so resultiert ein Gesamtvolumen von 96,3 statt von 100 ml. Die Verringerung des Volumens hängt nichtlinear vom Mischungsverhältnis ab (vgl. Abbildung), weshalb der Alkoholgehalt der Mischung nicht über Messungen des Volumens, sondern nur über solche von Dichte oder Siedepunkt bestimmt werden kann.
Ursache der Volumenkontraktion ist die Ausbildung zusätzlicher Bindungskräfte (Entstehen von Wasserstoffbrücken zwischen den Molekülen), wodurch diese einen kleineren Raum einnehmen. In der Ozeanografie gibt es einen ähnlichen, allerdings kleineren Effekt wegen des Salzgehalts im Meerwasser.

Sand
Wasser
Wasser-Sand-Gemisch
Alltagsbeispiel: wird Sand mit Wasser zusammen gemischt, so ist das Schüttvolumen des Gemisches kleiner als die Summe der einzelnen Volumen, da sich das Wasser in die Zwischenräume zwischen den Sandkörnern einlagern kann. Beim Mischen von Ethanol mit Wasser ist beruht der Wirkmechanismus (anders als im Bild) auf der Wechselwirkung der Teilchen.

## Einfluss auf Gehaltsangaben
Gibt man den Gehalt einer Komponente in einer Lösung als Volumenkonzentration
{\displaystyle ={\frac {V_{\text{Komponente}}}{V_{\mathrm {L{\ddot {o}}sung} }}}} an, so wird die Volumenkontraktion berücksichtigt.
Soll die Volumenkontraktion dagegen außer Betracht bleiben, wird der Gehalt vorzugsweise als Volumenanteil
{\displaystyle ={\frac {V_{\text{Komponente}}}{\sum {V_{\text{Komponente}}}}}} angegeben.
Der Artikel Alkoholgehalt demonstriert die Volumenkontraktion durch Beispielwerte von Volumenkonzentrationen und Volumenanteilen (Fazit).

## Volumendilatation
Es gibt auch Flüssigkeiten, die bei Mischung zu einer Volumendilatation, also einer Volumenvergrößerung, führen. In diesem Fall ist das Exzessvolumen positiv. Beispiele hierfür sind Mischungen aus Methylcyclohexan und 2-Pentanol oder aus Dichlormethan und 2-Butanon.